# Dardanus fucosus
Dardanus fucosus är en kräftdjursart som beskrevs av Biffar och Anthony J. Provenzano, Jr. 1972. Dardanus fucosus ingår i släktet Dardanus och familjen Diogenidae. Inga underarter finns listade i Catalogue of Life.